# Pipromorphe inca
Leptopogon taczanowskii
Genre
Espèce
Statut de conservation UICN

 NT  : Quasi menacé
Le Pipromorphe inca (Leptopogon taczanowskii) est une espèce de passereau de la famille des Tyrannidae,.

## Distribution
Cet oiseau vit sur le versant est des Andes péruviennes (du département d'Amazonas à celui de Cuzco),,.

## Étymologie
Leptopogon taczanowskii est une espèce nommée en l'honneur de Władysław Taczanowski, un zoologiste polonais.